# Homalium letestui
Espèce
Homalium letestui est une espèce de plantes à fleurs de la famille des Salicaceae et du genre Homalium. C'est un arbre présent en Afrique tropicale.
Son épithète spécifique letestui rend hommage à l'administrateur colonial et collecteur de plantes Georges Le Testu.

## Description
C'est un arbre pérenne atteignant une hauteur de 30 m. Son long fût droit et élancé peut avoir un diamètre de 30 à 60 cm. Ses jeunes feuilles présentent une nervure médiane et des nervures secondaires pourpre en dessous. Les fleurs en grandes panicules terminales sont d'un rouge vineux. Les fruits sont roses ou rouges.

## Distribution
L'espèce est présente en Afrique tropicale, du Sénégal au Nigeria et au Cameroun, également plus au sud jusqu'au nord de l'Angola et l'ouest de la république démocratique du Congo.

## Habitat
Assez commune, on la rencontre dans la forêt sempervirente et semi-décidue, également dans la forêt galerie et la forêt secondaire, jusqu'à 900 m d'altitude, souvent sur des terrains rocailleux, le long de cours d'eau.

## Utilisation
Son bois est apprécié pour des utilisations locales grâce à sa solidité et à sa durabilité. On s'en sert pour la construction, les planchers, les poteaux, les traverses de chemin de fer, les bateaux.
En médecine traditionnelle, on administre une décoction d'écorce pour traiter l'orchite. L'écorce grattée entre dans des préparations données aux jeunes accouchées.